# Strömstads kommun
Strömstads kommun är en kommun i Västra Götalands län, i före detta Göteborgs och Bohus län. Centralort är Strömstad.
Naturen i kommunen består av fjordar och skärgård. I kommunen finns också Västkustens djupaste havsområde, Kosterfjorden. Tidigare var den traditionella fiskenäringen av betydelse, den har dock minskat sedan 1990-talet. Fiskenäringen har ersatts av handel och turism som i början av 2020-talet dominerar det lokala näringslivet.
Efter ett mindre befolkningstapp i början av 1970-talet har kommunens befolkning stadigt ökat. Efter valen på 2010- och 2020-talen har kommunen styrts av olika blocköverskridande koalitioner.

## Administrativ historik
Kommunens område motsvarar socknarna: Hogdal, Lommeland, Näsinge, Skee och Tjärnö, alla i Vette härad. I dessa socknar bildades vid kommunreformen 1862 landskommuner med motsvarande namn. I området fanns även Strömstads stad som 1863 bildade en stadskommun. 
Björneröd och Krokens municipalsamhälle inrättades 8 augusti 1908 och upplöstes vid utgången av 1958.
Vid kommunreformen 1952 bildades Vette landskommun av landskommunerna Hogdal, Lommeland, Näsinge och Skee.
1967 uppgick Vette och Tjärnö landskommuner i Strömstads stad. Strömstads kommun bildades vid kommunreformen 1971 genom en ombildning av Strömstads stad.
1997 upphörde Göteborgs och Bohus län och kommunen ingår sedan 1 januari 1998 i Västra Götalands län.
Kommunen ingick från bildandet till 2004 i Strömstads domsaga och kommunen ingår sedan 2004 i Uddevalla domsaga.

## Geografi
Kommunen är belägen i de norra delarna av landskapet Bohuslän med Skagerrak i väster. I söder gränsar Strömstads kommun till Tanums kommun, också i före detta Göteborgs och Bohus län. I nordväst har kommunen en maritim gräns till Hvalers kommun, i väst till Færders kommun, och i norr och öster gränsar kommunen till Haldens kommun, i Østfold fylke i Norge.

### Topografi och hydrografi
Naturen i kommunen består av fjordar och skärgård. Västkustens djupaste havsområde, Kosterfjorden, avgränsar Kosteröarna och den kala ytterskärgården. Sprickdalar bryter genom landskapet och de syns vid kusten som smala sund och vikar med branta sidor upp mot bergsplatåerna. Dalbottnarna bildar inåt land bördiga lerslätter, vilka avbryts av sprickdalssjöar så som Strömsvattnet, Färingen och Lången. Hällmarksbarrskog dominerar bergsplatåerna, på öarna Öddö, Tjärnö och Råssö i innerskärgården utgör dessa huvudsakligen glesa bestånd av vindformad tall. Smala zoner av lövträd finns nedanför bergbranterna och där berget täcks av tunn morän eller svallsand. Vid Ledsund finns Sveriges västligaste fastlandspunkt.
Nedan presenteras andelen av den totala ytan 2020 i kommunen jämfört med riket.
|  | Bebyggelse (6,1 %) |

|  | Skog (64,5 %) |

|  | Öppen myrmark (1,1 %) |

|  | Jordbruksmark (11,4 %) |

|  | Övrig mark (17,0 %) |

|  | Bebyggelse (3,1 %) |

|  | Skog (68,0 %) |

|  | Öppen myrmark (7,2 %) |

|  | Jordbruksmark (7,4 %) |

|  | Övrig mark (14,3 %) |

### Naturskydd
År 2023 fanns en nationalpark och 15 naturreservat i Strömstads kommun. Kosterhavets nationalpark är Sveriges första marina nationalpark. Den invigdes 2009. I firekt anslutning till nationalparken ligger naturreservaten Kosteröarna, Saltö, Västra Råssö, Norra Långön (Nord Långö), Öddö och Väderöarna.

### Administrativ indelning
Fram till 2016 var kommunen för befolkningsrapportering indelad i tre församlingar: Idefjordens församling, Skee-Tjärnö församling och Strömstads församling.

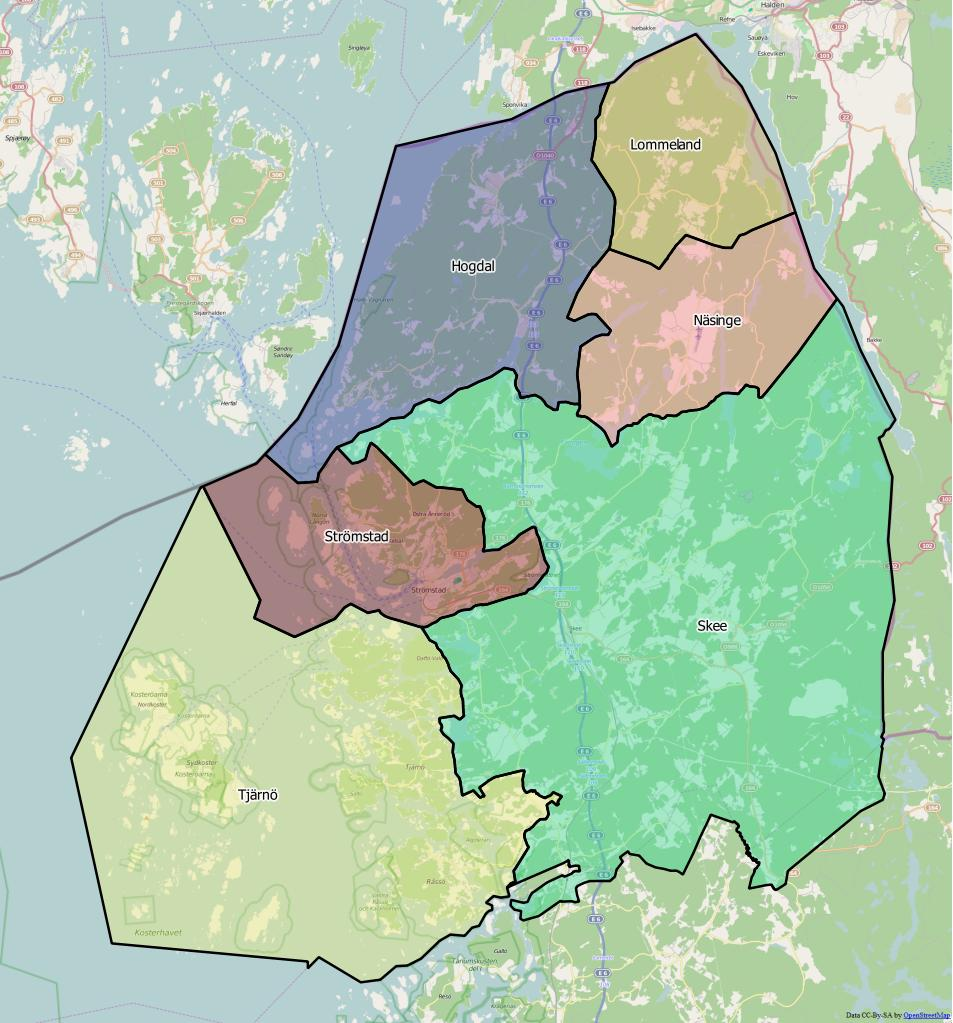
Distrikt inom Strömstads kommun

Från 2016 indelas kommunen itäkket i sex distrikt: Hogdal, Lommeland, Näsinge, Skee, Strömstad och Tjärnö.

### Tätorter
Vid tätortsavgränsningen av Statistiska centralbyrån den 31 december 2015 fanns det fyra tätorter i Strömstads kommun. 
| Nr | Tätort    | Folkmängd |
| -- | --------- | --------- |
| 1  | Strömstad | 7 176     |
| 2  | Skee      | 736       |
| 3  | Kebal     | 340       |
| 4  | Stare     | 205       |

Centralorten är i fet stil.

## Styre och politik

### Styre
Mandatperioden 2010–2014 styrdes kommunen av en blocköverskridande koalition bestående av Socialdemokraterna, Moderaterna och Strömstadspartiet. Tillsammans samlade koalitionen 22 av 39 mandat i kommunfullmäktige. Valet 2014 ledde till maktskifte när Centerpartiet, Folkpartiet, Miljöpartiet och Kristdemokraterna tog överKristdemokraterna stannade vid makten efter valet 2018, men i en ny koalition. Deras nya samarbetspartners var Socialdemokraterna, Vänsterpartiet och Feministiskt initiativ.
Efter valet 2022 stannade Socialdemokraterna, Kristdemokraterna och Vänsterpartiet kvar vid makten. Feministiskt initiativ byttes dock ut mot Moderaterna.

### Kommunfullmäktige

#### Presidium
| Presidium 2022–2026    | Presidium 2022–2026 | Presidium 2022–2026 |
| ---------------------- | ------------------- | ------------------- |
| Ordförande             | KD                  | Mats Granberg       |
| Förste vice ordförande | M                   | Jörgen Molin        |
| Andre vice ordförande  | SD                  | Mattias Gustafsson  |

#### Mandatfördelning 1970–2022
| 18 | 9 | 8 |  | 3 |

| 32 | 7 |

| 17 | 12 | 5 |  | 4 |

| 31 | 8 |

| 17 |  | 11 | 5 |  | 4 |

| 32 | 7 |

| 16 | 2 | 10 | 5 |  | 5 |

| 29 | 10 |

|  | 16 |  |  | 10 | 4 |  | 5 |

| 30 | 9 |

|  | 15 | 3 | 9 | 6 | 5 |

| 27 | 12 |

|  | 15 | 4 | 9 | 5 |  | 4 |

| 27 | 12 |

|  | 12 | 2 |  | 11 | 4 |  | 7 |

| 26 | 13 |

| 2 | 14 | 2 |  | 12 | 3 | 5 |

| 22 | 17 |

| 3 | 12 | 2 | 10 | 3 | 2 | 7 |

| 24 | 15 |

| 3 | 11 | 2 | 12 | 5 |  | 5 |

| 24 | 15 |

| 2 | 8 | 11 | 8 | 3 |  | 6 |

| 28 | 11 |

| 2 | 10 | 3 | 5 |  | 6 | 4 |  | 7 |

| 25 | 14 |

| 2 | 10 | 4 | 3 | 9 | 6 |  | 4 |

| 24 | 15 |

| 2 | 11 | 2 |  | 6 | 4 | 4 | 3 | 6 |

| 25 | 14 |

| 2 | 11 | 2 | 2 | 7 | 3 | 3 | 3 | 6 |

| 23 | 16 |

### Nämnder

#### Kommunstyrelse
Kommunstyrelsen i Strömstads kommun utgörs av 11 ordinarie ledamöter. Till kommunstyrelsen finns ett utskott: Personalutskottet. Till stöd för sitt arbete har kommunstyrelsen en förvaltning: kommunledningsförvaltningen.
| Presidium 2023–2026    | Presidium 2023–2026 | Presidium 2023–2026         |
| ---------------------- | ------------------- | --------------------------- |
| Ordförande             | S                   | Kent Hansson                |
| Förste vice ordförande | M                   | Marie Edvinsson Kristiansen |
| Andre vice ordförande  | SD                  | Fredrik Eriksson            |

#### Övriga nämnder
| Nämnder 2022–2026            | Ordförande | Ordförande         | Förste vice ordförande | Förste vice ordförande | Andre vice ordförande | Andre vice ordförande |
| ---------------------------- | ---------- | ------------------ | ---------------------- | ---------------------- | --------------------- | --------------------- |
| Barn- och utbildningsnämnden | S          | Ronnie Brorsson    | V                      | Stellan Nilsson        | L                     | Ann-Louise Ejderlind  |
| Miljö- och byggnämnden       | M          | Ola Persson        | KD                     | Bjarni Össurarson      | L                     | Lars Tysklind         |
| Socialnämnden                | M          | Per Stade          | S                      | Besnik Obërtinca       | SD                    | Eugenia Eriksson      |
| Tekniska nämnden             | S          | Ulf Gustavsson     | M                      | Patric Larsson         | SD                    | Morgan Gustafsson     |
| Valnämnden                   | C          | Anna-Lena Carlsson | S                      | Lena Martinsson        |                       |                       |

### Valresultat 2022
| Parti                            | Valdistrikt         | Valdistrikt | Kommun  |
| Parti                            | Starkaste           | Andel       | Andel   |
| -------------------------------- | ------------------- | ----------- | ------- |
| S                                | Centrum nord        | 38,53 %     | 27,52 % |
| SD                               | Strömstad norra     | 25,18 %     | 17,60 % |
| M                                | Seläter-Hällestrand | 22,12 %     | 16,00 % |
| C                                | Tjärnö/Koster       | 16,07 %     | 8,92 %  |
| L                                | Tjärnö/Koster       | 13,32 %     | 8,26 %  |
| KD                               | Seläter-Hällestrand | 9,59 %      | 7,20 %  |
| V                                | Strömstad norra     | 8,68 %      | 5,10 %  |
| MP                               | Tjärnö/Koster       | 7,55 %      | 4,60 %  |
| FI                               | Tjärnö/Koster       | 6,59 %      | 4,50 %  |
| Data hämtat från Valmyndigheten. |                     |             |         |

Exklusive uppsamlingsdistrikt. Partier som fått mer än en procent av rösterna i minst ett valdistrikt redovisas.

### Vänorter
- Nissi, Estland
- Konnevesi, Finland
- Randabergs kommun, Norge
- Ledbury, Storbritannien

## Ekonomi och infrastruktur

### Näringsliv
Tidigare var den traditionella fiskenäringen av betydelse, den har dock minskat sedan 1990-talet. Fiskenäringen har ersatts av handel och turism som i början av 2020-talet dominerar det lokala näringslivet. Bland företag inom handel kan nämnas Gottebiten Strömstad AB, Eurocash Food AB och Grensemat AB. Därtill kan nämnas att kommunen har ett av Skandinaviens största köpcentrum, Nordby Shoppingcenter.
Små och medelstora företag dominerade i början av 2020-talet tillverkningsindustrin . Den största arbetsgivaren var dock kommunen.

#### Turism
År 1934 stod värdshuset Golden Inn i Hilmas Alaska klart. Det blev då ett av Strömstads mest populära besöksmål och tusentals personer besökte platsen varje dag under sommaren. Anläggningen förföll från mitten  av 1960-talet men röstades upp på 1990-talet och har därefter återtagit sin plats som turistmål.

### Infrastruktur

#### Transporter
Kommunen genomkorsas i nord-sydlig riktning av motorvägen E6. Strömstad förbinds med E6 av länsväg 176 medan länsväg 164 genomkorsar de sydöstra delarna av kommunen. 
Järnvägen Bohusbanan sträcker sig från Göteborg i söder fram till Strömstads station. Den trafikeras av regionaltågen Västtågen från Göteborg C och Uddevalla C med stopp även i Överby och Skee. Strömstad har en färjeförbindelse med Sandefjord i Vestfold fylke i Norge.

## Befolkning

### Demografi

#### Befolkningsutveckling
Kommunen har 13 482 invånare (31 december 2024), vilket placerar den på 171:a plats avseende folkmängd bland Sveriges kommuner.
| Befolkningsutvecklingen i Strömstads kommun 1970–2020 | Befolkningsutvecklingen i Strömstads kommun 1970–2020 | Befolkningsutvecklingen i Strömstads kommun 1970–2020 | Befolkningsutvecklingen i Strömstads kommun 1970–2020 | Befolkningsutvecklingen i Strömstads kommun 1970–2020 |
| ----------------------------------------------------- | ----------------------------------------------------- | ----------------------------------------------------- | ----------------------------------------------------- | ----------------------------------------------------- |
|                                                       |                                                       |                                                       |                                                       |                                                       |
| År                                                    |                                                       |                                                       | Folkmängd                                             |                                                       |
| 1970                                                  | 1970                                                  |                                                       | 9 558                                                 |                                                       |
| 1975                                                  | 1975                                                  |                                                       | 9 485                                                 |                                                       |
| 1980                                                  | 1980                                                  |                                                       | 9 580                                                 |                                                       |
| 1985                                                  | 1985                                                  |                                                       | 10 001                                                |                                                       |
| 1990                                                  | 1990                                                  |                                                       | 10 846                                                |                                                       |
| 1995                                                  | 1995                                                  |                                                       | 10 876                                                |                                                       |
| 2000                                                  | 2000                                                  |                                                       | 11 102                                                |                                                       |
| 2005                                                  | 2005                                                  |                                                       | 11 507                                                |                                                       |
| 2010                                                  | 2010                                                  |                                                       | 11 808                                                |                                                       |
| 2015                                                  | 2015                                                  |                                                       | 12 854                                                |                                                       |
| 2020                                                  | 2020                                                  |                                                       | 13 244                                                |                                                       |

#### Utländsk bakgrund
Den 31 december 2014 utgjorde antalet invånare med utländsk bakgrund (utrikes födda personer samt inrikes födda med två utrikes födda föräldrar) 3 516, eller 27,70 % av befolkningen (hela befolkningen: 12 694 den 31 december 2014).

#### Invånare efter de vanligaste födelseländerna
Den 31 december 2014 utgjorde folkmängden i Strömstads kommun 12 694 personer. Av dessa var 3 024 personer (23,8 %) födda i ett annat land än Sverige. I denna tabell har de nordiska länderna samt de 12 länder med flest antal utrikes födda (i hela riket) tagits med. En person som inte kommer från något av de här 17 länderna har istället av Statistiska centralbyrån förts till den världsdel som deras födelseland tillhör.
| Födelseland      | Födelseland                       | Födelseland |
| ---------------- | --------------------------------- | ----------- |
| 31 december 2014 |                                   |             |
| 1                | Sverige                           | 9 670       |
| 2                | Norge                             | 1 481       |
| 3                | Irak                              | 166         |
| 4                | Europeiska unionen: Övriga länder | 159         |
| 5                | Asien: Övriga länder              | 122         |
| 6                | Turkiet                           | 114         |
| 7                | Europa utom EU: Övriga länder     | 108         |
| 8                | / SFR Jugoslavien/FR Jugoslavien  | 105         |
| 9                | Polen                             | 92          |
| 10               | Thailand                          | 90          |
| 11               | Tyskland                          | 87          |
| 12               | Sydamerika                        | 84          |
| 13               | Nordamerika                       | 68          |
| 14               | Somalia                           | 67          |
| 15               | Finland                           | 56          |
| 16               | Afrika: Övriga länder             | 50          |
| 17               | Danmark                           | 47          |
| 18               | Bosnien och Hercegovina           | 38          |
| 19               | Kina                              | 32          |
| 20               | Syrien                            | 25          |
| 21               | Iran                              | 13          |
| 22               | Island                            | 11          |
| 23               | Afghanistan                       | 6           |
| 24               | Oceanien                          | 3           |
| 25               | Sovjetunionen                     | 0           |
| 25               | Okänt födelseland                 | 0           |

## Kultur

### Kulturarv

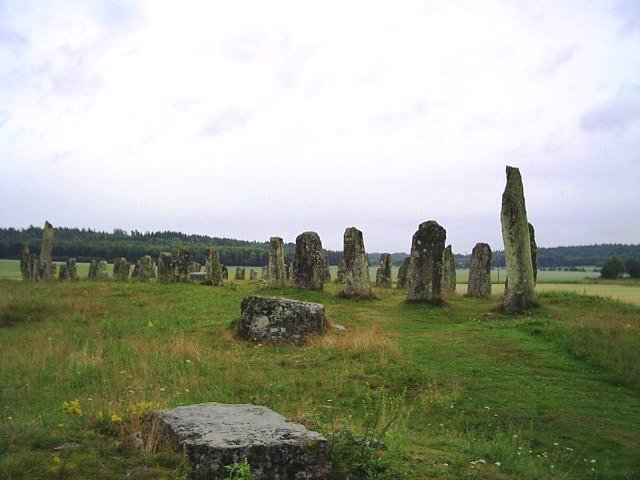
Skeppssättning, Blomsholm

Bland kommunens kulturarv hittas fornlämningsmiljön Blomsholm. Där finns ett flertal gravfält som inkluderar Bohusläns största gravhög, största skeppssättning och största domarring. I närheten ligger Skee kyrka med anor från 1100-talet.
Även Massleberg är ett område rikt på kulturhistoria. Där finns ett väl hävdat jordbrukslandskap med stort tidsdjup. I området finns gravar, gårdar och hällristningar.

### Kommunvapen
Blasonering: I blått fält ett flöjtskepp av guld flytande på en av en vågskura bildad och med ett uppskjutande, svart treberg belagd stam av silver.
Vapnet fastställdes 1940 för Strömstads stad och övertogs av kommunen vid dess bildande 1971.

### Sport
Den lokala fotbollsföreningen heter IFK Strömstad och grundades 1907. Strömstad höll tillsammans med Tanums kommun VM i orientering 2016.